# Zwart muskushert
Het zwart muskushert (Moschus fuscus) is een evenhoevige uit de familie van de muskusherten (Moschidae).

## Kenmerken
Ze worden ongeveer 70-100 cm lang en wegen ongeveer 10-15 kg.

## Voortplanting
Na een draagtijd van 185-195 dagen worden er 1-2 jongen geboren. Ze leven ongeveer tot 20 jaar in gevangenschap maar het is onbekend hoelang ze in het wild leven.

## Verspreiding
Deze soort komt voor in Azië, vooral in de Himalaya en het gebied eromheen. Ze leven op een hoogte van 2600-3600 meter.
Moschus anhuiensis · Oost-Chinees muskushert (M. berezovskii) · Himalayamuskushert (M. chrysogaster) · Kashmirmuskushert (M. cupreus) · Zwart muskushert (M. fuscus) · Witbuikmuskushert (M. leucogaster) · Siberisch muskushert (M. moschiferus)